# Bonsal (Ehekirchen)
Bonsal ist ein Pfarrdorf und Ortsteil von Ehekirchen im Landkreis Neuburg-Schrobenhausen, der zum Regierungsbezirk Oberbayern in Bayern gehört.

## Geographie

### Lage
Bonsal liegt nordwestlich von Ehekirchen in den tertiären Höhen der Aindlinger Terrassentreppe. Naturräumlich gehört es also zur Donau-Iller-Lech-Platte, die wiederum Teil des Alpenvorlandes ist, eine der Naturräumlichen Haupteinheiten Deutschlands.

Der Ort liegt knapp östlich der nordwestlich-südöstlich verlaufenden Staatsstraße St 2027 von Rain am Lech nach Ehekirchen. 

### Nachbarorte
Die Nachbarorte sind im Westen Holzkirchen, im Nordwesten und Norden die Burgheimer Ortsteile Illdorf, Längloh und Dezenacker, im Nordosten und Osten Fernmittenhausen, Nähermittenhausen und Hollenbach und im Südosten und Süden Ambach, Buch und der Hauptort Ehekirchen.

## Geschichte
Bonsal hatte durch die Jahrhunderte sehr verschiedene Schreibweisen: Bonsalgen (1300), Pansolden (1340), Pansulgen (1428), Pansalgen (1468), Pansail (1498), Ponsall (1570), Ponsail (1580), Ponnsaal (1663), Ponsall (1671), Bonßal (1725) und schließlich seit 1790 Bonsal. Wahrscheinlich leitet sich der Name von einem Flurnamen ab, vielleicht von Gebanntes Salland. Im örtlichen westmittelbairischen Dialekt heißt der Ort Bausl.

Die ältesten Grundherren Bonsals waren die Ritter von Straß. 1310 und 1340 fiel deren ganzer Besitz an das Kloster Niederschönenfeld. Weitere Grundherren waren die Wittelsbacher, die Gumppenberger und die Sandizeller.

Die katholische Pfarrei Sankt Valentin gehört zur Pfarreiengemeinschaft Ehekirchen. Die Kirche stammt teilweise (Chor, Turm, Teil des südlichen Kirchenschiffs) aus dem 15. Jahrhundert. 1909 wurden Wandfresken des 15. Jahrhunderts entdeckt, wegen ihres schlechten Zustandes jedoch nicht freigelegt. Der Hochaltar mit einem Ölbild des Heiligen Valentin stammt von 1650. Die figurenreich geschnitzte Darstellung des Todes Mariens stammt von 1480 und die Beweinung Christi von 1500. 
Am Südostrand des Ortes steht ein altes Steinkreuz aus dem 16. Jahrhundert. Es ist eines der fünf Objekte des Dorfes, die in der Denkmalliste verzeichnet sind.
Bis zum 1. Juli 1972 gehörte die selbstständige Gemeinde Bonsal zum Landkreis Neuburg an der Donau und fiel dann mit der Gebietsreform in Bayern an den vergrößerten Landkreis Neuburg an der Donau, der am 1. Mai 1973 den jetzigen Namen Landkreis Neuburg-Schrobenhausen erhielt. Am 1. Januar 1975 erfolgte die Eingemeindung in die Gemeinde Ehekirchen.

## Sehenswürdigkeiten
- Pfarrkirche Sankt Valentin
- altes Steinkreuz am Südostrand des Ortes